# 류베이구

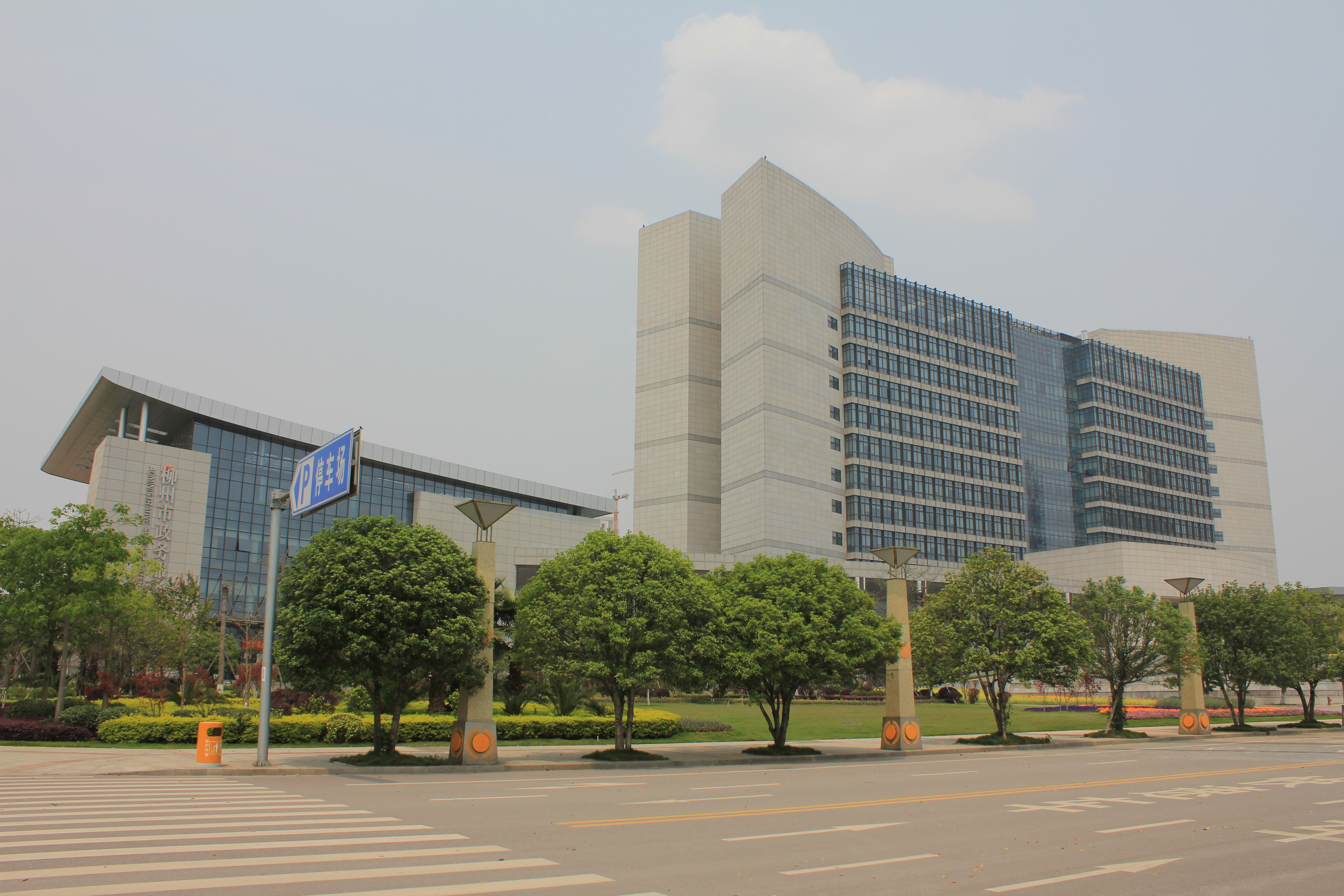

류베이구(한국어: 유북구, 중국어: 柳北区, 병음: Liǔběi Qū)는 중국 광시 좡족 자치구 류저우 시의 현급 행정구역이다. 넓이는 320km2이고, 인구는 2007년 기준으로 340,000명이다.

## 행정 구역
8개 가도, 4개 진을 관할한다.
- 가도: 解放街道, 雅儒街道, 胜利街道, 雀儿山街道, 钢城街道, 锦绣街道, 白露街道, 柳长街道.
- 진: 石碑坪镇, 沙塘镇, 长塘镇, 洛埠镇.